# 常德站

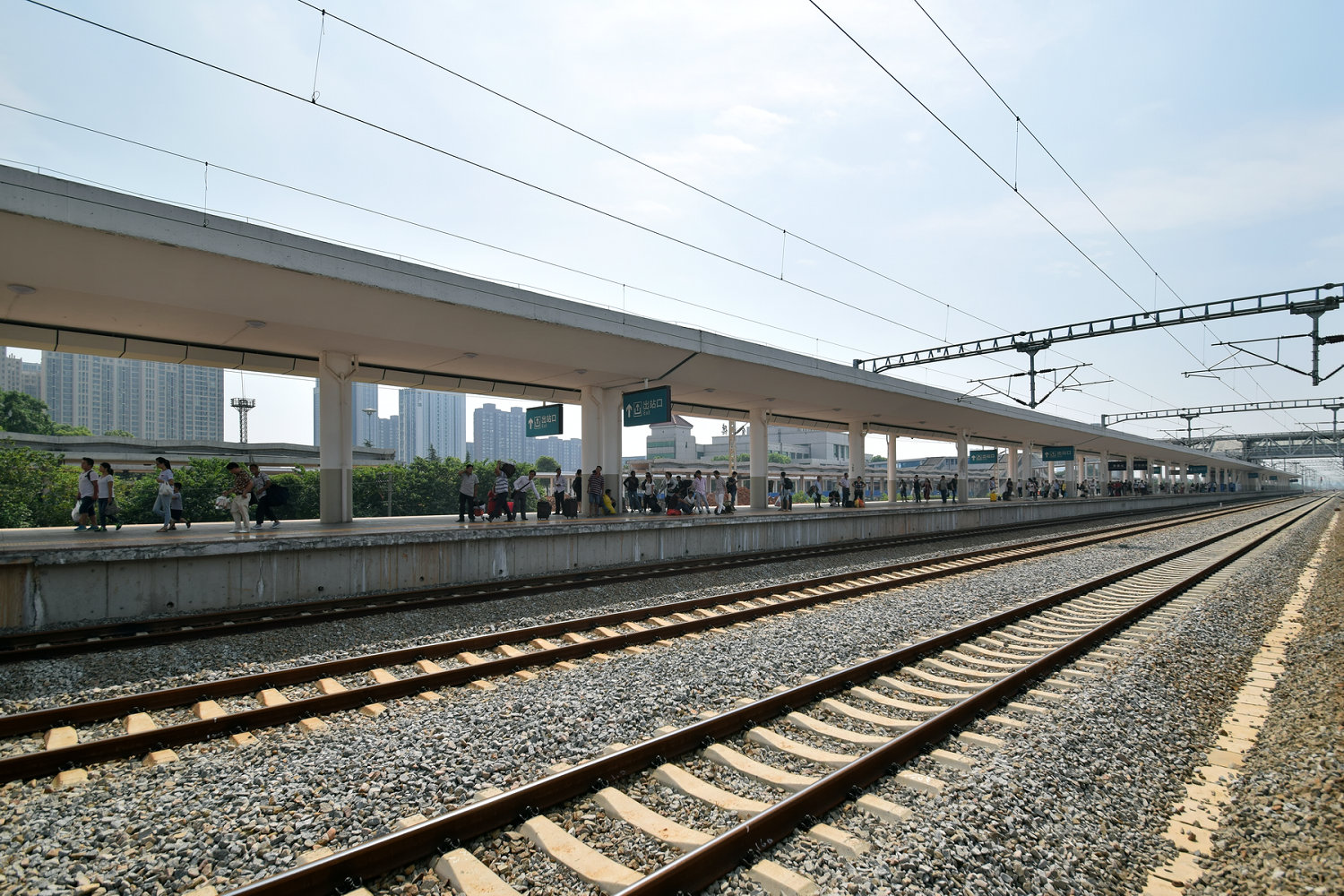
重建前的常德站

常德站位于中华人民共和国湖南省常德市武陵区，建于1997年。离石门县北站80公里，离捞刀河站184公里，由广州局集团长沙车务段管辖。现为二等站。客运：办理旅客乘降；行李、包裹托运。不办理货运营业。

## 历史
- 始建于1997年。
- 2017年9月21日开行前往长沙方向的动车组列车[2]。

- 2020年4月车站开始站房重建工程，计划新建南北站房[3]。临时站房原计划2021年5月1日启用[4]，但实际于2021年7月20日零时启用[5]。

- 2022年12月26日，配合常益长高速铁路全線通車，本站新站房及高鐵站場正式啟用[6]；同時停用普速站場以便進行車站擴建工程，所有普速列車暫不停靠本站[7]，预计2023年年底恢复[8]。

## 车站结构
常德站在经过2023年的改造后站房主体东西长195米，南北长288.6米，建筑高度为28.05米，站房建筑面积约59977平米。站房外立面设计以“桃花盛开、武陵腾飞”为设计意向。新站房两面开口，连接南北广场：北广场以交通功能为主、南广场以景观功能为主。
车站在进站口、出站口、候车室、售票厅等处共设有22台自动售、取票机；售票厅设置了4个人工售票窗口、其中1个还可以办理公安制证业务。站场上空被高架候车室横跨：候车室内有2072个座位，其中156个座位具备充电功能，还设有综合服务台，可提供退票改签、重点旅客预约等服务，并设立了1个军人候车室及1个哺乳室。

### 站场
常德站站场规模9台20线，其中5台11线高铁场位于南半侧，4台9线普铁场位于北半侧；车站设正线4条，到发线16条。

## 接驳交通
常德站的交通接驳设施主要设置在北广场，包括公交站、大巴车停靠区等；而社会车辆、出租车、网约车等在南北广场均可通行、停靠。